# Estuaire de l'Espirito Santo
L'estuaire de l'Espirito Santo (en portugais: estuário do Espírito Santo) est un estuaire du Mozambique, situé à l'ouest de la baie de Maputo.
Le Pont Maputo-Catembe traverse l'estuaire.

## Géographie
Il est formé par la confluence de quatre cours d'eau: le Tembe, l'Umbeluzi, le Matola et l'Infulene. Sa dénomination vient de l'ancien nom du Matola.

## Activités
La rive nord de l'estuaire est occupée par la ville de Maputo, capitale et principale agglomération du pays, ainsi que par ses banlieues industrielles. La rive sud est bordée de mangroves.
L'estuaire, riche en crevettes et autres fruits de mer, est exploité par les pêcheurs.